# Eurylochos (König von Salamis)
Eurylochos (altgriechisch Εὐρύλοχος)  ist eine Gestalt der griechischen Mythologie.
Er war auf Salamis beheimatet und tötete laut einer durch ein Fragment des Historikers Arrian überlieferten Sagenversion den Urdrachen dieser Insel namens Kychreus. Danach wurde er König von Salamis.